# كرنيوشا
كرنيوشا (بالبوسنوية: Krnjeuša)‏ هي قرية في البوسنة والهرسك. وهي تقع على أراضي بلدية بوسانسكي بتروفاتس التابعة لكانتون يونا-سانا في اتحاد البوسنة والهرسك. طبقا لنتائج تعداد البوسنة عام 2013 فقد كان عدد سكانها 532 نسمة.

## التركيبة السكانية

### التطور التاريخي للسكان
| 1961 | 1971 | 1981 | 1991 | 2013 |
| ---- | ---- | ---- | ---- | ---- |
| 894  | 906  | 870  | 958  | 532  |

### المجتمع المحلي
في عام 1991 كان المجتمع المحلي للقرية يتألف من 1,890 نسمة وهم موزعون على النحو التالي: